# Maciej Siudak
 Maciej Szczepan Siudak  (ur. 26 grudnia 1967 w Czeladzi) – generał brygady Wojska Polskiego; dowódca 10 Opolskiej Brygady Logistycznej (2020–2024).

## Życiorys

### Wykształcenie
Absolwent: Wyższej Oficerskiej Szkoły Samochodowej; Wojskowej Akademii Technicznej; studiów podyplomowych na Akademii Ekonomicznej w Katowicach na kierunku logistyka w biznesie; studiów w Szkole Głównej Gospodarstwa Wiejskiego w Warszawie na kierunku zamówienia publiczne; Podyplomowych Studiów Polityki Obronnej na prestiżowej uczelni Akademii Wojennej Wojsk Lądowych (US Army War College) w Carlisle Barracks w Stanach Zjednoczonych, które ukończył z tytułem magistra studiów strategicznych.

### Służba wojskowa
Maciej Siudak w 1992 rozpoczął zawodową służbę wojskową w Żarach na stanowisku zastępcy dowódcy batalionu czołgów ds. technicznych w 42 pułku zmechanizowanym, a po jego rozformowaniu od 1995 pełnił służbę na stanowiskach w służbach technicznych w 11 Brygadzie Zmechanizowanej. W 2001 został skierowany służbowo do Świętoszowa, gdzie w 10 Brygadzie Kawalerii Pancernej objął stanowisko dowódcy batalionu logistycznego, a następnie szefa sekcji technicznej. W latach 2007–2011 pełnił służbę w sztabie 11 Dywizji Kawalerii Pancernej, gdzie sprawował funkcję szefa wydziału logistyki. W roku 2011 został skierowany do Warszawy, gdzie objął stanowisko szefa oddziału uzbrojenia i sprzętu wojskowego Szefostwa Wojsk Pancernych i Zmechanizowanych w Dowództwie Wojsk Lądowych. W okresie swojej służby kilkukrotnie pełnił służbę poza granicami kraju w ramach Polskich Kontyngentów Wojskowych: w Syrii, Iraku, Afganistanie, był dowódcą PKW w Republice Czadu.
W 2013 przyjął funkcję Szefa Szefostwa Techniki Lądowej w Inspektoracie Uzbrojenia, a następnie Szefa Szefostwa Uzbrojenia. W latach 2018-2020 służył na stanowisku zastępcy Szefa Logistyki w Inspektoracie Wsparcia Sił Zbrojnych. Z dniem 27 kwietnia 2020 w obecności szefa Inspektoratu Wsparcia Sił Zbrojnych gen. dyw. Dariusza Ryczkowskiego objął od płk. Wojciecha Grzybowskiego obowiązki dowódcy 10 Brygady Logistycznej oraz dowódcy Garnizonu Opole. W listopadzie 2020 był odpowiedzialny za urządzenie szpitala tymczasowego dla chorych na COVID-19 na terenie Centrum Wystawienniczo-Kongresowego w Opolu. 30 czerwca 2021 w Opolu podczas święta jednostki sekretarz stanu w MON Marcin Ociepa wręczył mu jako dowódcy 10 BLog Chorągiew Wojska Polskiego umieszczonej na drzewcu. W dniach 2–11 listopada 2021 w Osterholz-Scharmbeck w Niemczech był kierownikiem ćwiczenia Wielonarodowego Dowództwa Połączonej Grupy Wsparcia Logistycznego (V4 Joint Logistics Support Group Headquarters – V4 JLSG HQ) w którym wzięli udział żołnierze z Polski, Słowacji, Czech i Węgier. 
Od 13 listopada 2021 był odpowiedzialny za zorganizowanie Logistycznego Zgrupowania Zadaniowego na polsko-białoruskiej granicy w ramach  rozwinięcia i funkcjonowania polowego punktu magazynowego, w zakresie dystrybucji żywności dla żołnierzy wojsk operacyjnych strzegących naszej granicy. 15 sierpnia 2021 prezydent RP Andrzej Duda mianował go na stopień generała brygady. 31 stycznia 2024 w obecności szefa Inspektoratu Wsparcia Sił Zbrojnych gen. dyw. Artura Kępczyńskiego przekazał obowiązki dowódcy 10 Opolskiej Brygady Logistycznej oraz Garnizonu Opole dla płk. Mieczysława Spychalskiego, jednocześnie zakończył zawodową służbę wojskową.

## Awanse
- podporucznik – 1990[2]

(...)
- generał brygady – 15 sierpnia 2021[14]

## Ordery, odznaczenia i wyróżnienia[2]
- Krzyż Komandorski Orderu Krzyża Wojskowego
- Brązowy Krzyż Zasługi – 2005[1]
- Wojskowy Krzyż Zasługi z Mieczami – 2010[15]
- Srebrny Medal za Długoletnią Służbę
- Gwiazda Iraku
- Gwiazda Afganistanu
- Gwiazda Czadu
- Krzyż Zasługi Czadu[a]
- Odznaka pamiątkowa 10 Brygady Logistycznej – 2020 (ex officio)
- wyróżnienie od Inspektoratu Wsparcia Sił Zbrojnych  – 2022[b]
- Krzyż XXX-lecia Ordynariatu Polowego – 2021[7]
- Buzdygan Honorowy – 2021[14]

i inne